# Anton von Rotenhan

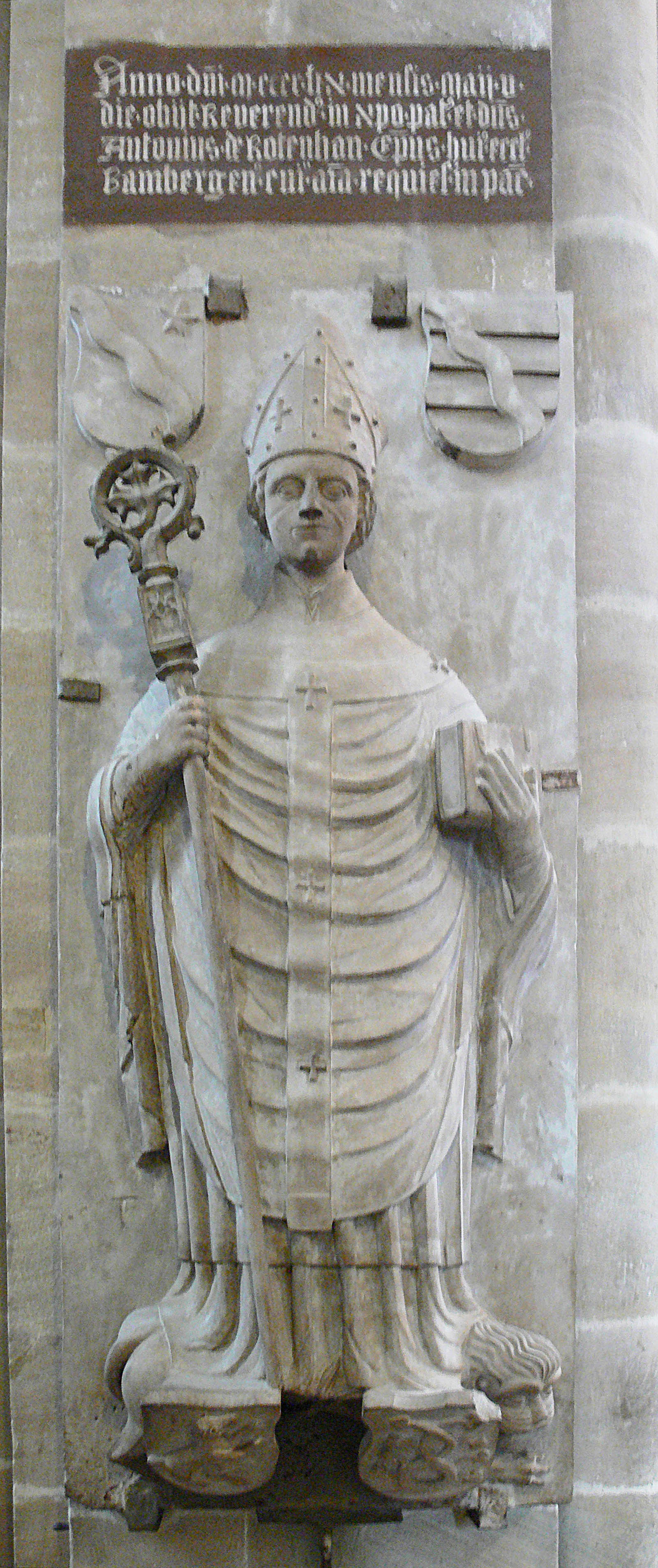
Grabmal Bischof Antons im Bamberger Dom

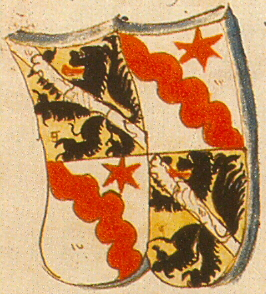
Gemehrtes fürstbischöfliches Wappen im Ingeram-Codex

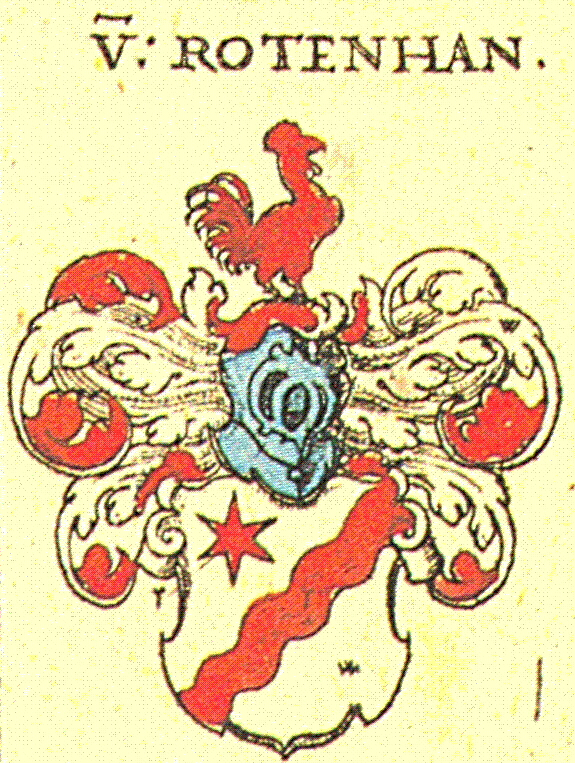
Wappen der Familie von Rotenhan aus Siebmachers Wappenbuch

Anton von Rotenhan (* um 1390 in Rentweinsdorf; † 5. Mai 1459) war Bischof von Bamberg.

## Leben
Der aus dem fränkischen Adelsgeschlecht Rotenhan stammende Anton wurde 1398 Domherr zu Würzburg und Bamberg. In Bamberg wurde er 1431 zum Domdekan gewählt und als im September der Bamberger Fürstbischof Friedrich III. von Aufseß auf sein Amt verzichtete, wurde Rotenhan in Staffelstein zu dessen Nachfolger gewählt. (In Staffelstein deswegen, weil zu diesem Zeitpunkt in Bamberg die Pest wütete.) Die Bischofsweihe erfolgte am 23. August 1434 durch seinen Bruder, den Lebuser Bischof Christoph von Rotenhan.
Während der Amtszeit Rotenhans bestanden im Raum Bamberg drei Machtblöcke: das Domkapitel mit den Immunitäten St. Gangolf, St. Jakob, St. Stephan und dem Kloster Michelsberg, der Bischof, dessen Interessen sich nicht stets mit denen des Domkapitels deckte, und die städtische Bürgerschaft. Es kam zum sogenannten Immunitätenstreit zwischen dem Domkapitel und der Bürgerschaft. Die Epoche, in die das Wirken von Anton von Rotenhan fiel, war außerdem die Zeit der Hussitenbewegung und der Konzilien. Sein Vorgänger hatte resigniert, weil er es sich nicht zutraute, die zu Tage getretenen Schwierigkeiten zu bewältigen.
Die Bamberger Bürgerschaft hatte infolge eines Überfalles der Hussiten, vor dem sie sich wegen der fehlenden Ummauerung der Stadt nicht hatte schützen können, beschlossen, die Stadt zu befestigen und mit Mauern zu umgeben. Um die erforderlichen Mittel aufzubringen, glaubte die Bürgerschaft, die herkömmliche Befreiung der in der Stadt wohnenden Untergebenen der Stifter und der Klöster, die sogenannten Immunitäten, nicht länger achten zu müssen. Kaiser Sigismund hatte in einer eigenen Urkunde das Befestigungsrecht der Stadt ausdrücklich anerkannt und die Immunitäten aufgehoben. Darüber war es schon vor der neuen Bischofswahl zu einem Zerwürfnis zwischen Klerus und Stadt gekommen und der Neugewählte hatte sich verpflichten müssen, die Anmaßungen der Bürgerschaft zurückzuweisen. Die Stadt blieb aber bei ihrem Standpunkt, die Mauern wurden ausgeführt und die Widerstrebenden zum Teil gewaltsam zum Gehorsam gezwungen. Der Bischof und sein Kapitel waren ausgewandert und belagerten die Stadt, nachdem das Konzil von Basel sich entschieden gegen sie erklärt hatte. Zuletzt kam es zu einer Art von Vertrag zwischen dem Bischof und der Stadt, in dem die Bürgerschaft den Kürzeren zog und die alten Zustände wiederhergestellt wurden, nachdem auch Kaiser Sigismund die Stadt 1437 im Stich gelassen hatte.
Im Bamberger Dom befindet sich an der Ostseite des dritten Pfeilers des südlichen Seitenschiffs ein Epitaph des Bischofs Anton von Rotenhan aus Sandstein.